# Conseiller en orientation
« Conseiller d'orientation » redirige ici. Pour les fonctionnaires français auparavant appelés conseillers d'orientation-psychologues, voir Psychologue de l'Éducation nationale.
Un conseiller en orientation ou conseiller d'orientation (ou conseiller d'orientation-psychologue ou psychologue conseiller en orientation) est un spécialiste du conseil individuel en orientation scolaire et professionnelle. Il aide les jeunes, les étudiants et les adultes, à mieux se connaître, à mieux se situer, à repérer les informations utiles, à s'organiser dans leurs choix. Il intervient à partir de l'enseignement secondaire (collège et lycée en France, Secondaire I et Secondaire II en Suisse). Il est présent aussi dans l'enseignement supérieur ou auprès d'un public plus large dans le cadre de l'évolution professionnelle. 

## Activités

### Rôle collectif
La mission collective s'organise au sein de services spécialisés : le Centre d'information et d'orientation (CIO) en France ou l'« Office ou Centre d'orientation » en Suisse. C'est là que le conseiller en orientation rassemble et met à jour la documentation nécessaire sur les enseignements, les métiers et leurs modalités d'exercice. Conseiller des autres professionnels (corps enseignant, directeurs des ressources humaines), il peut être conduit à faire des interventions dans les établissements scolaires ou des salons professionnels. 

### Rôle individuel
Le conseiller en orientation contribue à l'observation continue des élèves et des étudiants et à la mise en œuvre de leur réussite. Il assure l'information des élèves, des étudiants et de leurs familles sur les procédures d'orientation, les enseignements et les professions.
Il a une fonction spécifique de conseil individuel des élèves, des étudiants et des parents ; il réalise des activités d'évaluation des élèves et des étudiants en tant que support d'entretien individuel ; il aide les élèves et les étudiants à la réalisation des projets scolaires et professionnels.
Il réalise des entretiens de conseil ou de bilan pouvant faire appel à des questionnaires d'intérêts ou de motivation.

## Formation

### France
En France, les conseillers en orientation qui ont le statut de fonctionnaires font partie depuis 2017 des psychologues de l'Éducation nationale de la spécialité « éducation, développement et conseil en orientation scolaire et professionnelle ». Ils sont recrutés sur concours après avoir obtenu un master 2 de psychologie et pouvoir autoriser légalement l'activité de psychologue. 
La fonction de psychologue scolaire rassemble, depuis 2017, les métiers de psychologue scolaire du 1er degré et de conseiller d’orientation-psychologue et de directeur de centre d’information et d’information dans le 2nd degré. 

### Suisse
En Suisse, pour l'ensemble des cantons romands, le titre de conseiller en orientation s'obtient à l'issue d'une formation universitaire, soit par l'obtention d'un master en psychologie (option orientation scolaire et professionnelle), soit par une formation postgrade en ressources humaines (MAS RH, option carrière et insertion) accessible pour des personnes ayant déjà obtenu une maîtrise en psychologie mais pas spécifique à l'orientation. Pour les Suisses francophones, la formation de conseiller en orientation est proposée uniquement à l'Université de Lausanne.

### Québec
Au Québec, l'obtention du permis de pratique de conseiller d'orientation est délivré par l'Ordre des conseillers et conseillères d'orientation du Québec (OCCOQ). Les candidats doivent avoir complété une maîtrise en sciences de l'orientation.
Les conseillers et conseillères d'orientation sont les experts du rapport individu-profession-formation
Selon l'ordre des conseillers et conseillères d'orientation du Québec, « la formation en sciences de l’orientation porte notamment sur la psychologie, le développement de la personnalité, de l’identité et des fonctions intellectuelles, cognitives et affectives. Elle porte également sur l’évaluation du fonctionnement psychologique des personnes, la psychométrie, le counseling individuel et groupal, la psychopathologie, les théories du développement vocationnel, de l’apprentissage, etc. Elle inclut au moins un stage pratique de 400 heures ».
Selon l'office des professions du Québec, le champ d'exercice de ces professionnels de la santé mentale et des sciences humaines se définit de la façon suivante :
« Évaluer le fonctionnement psychologique, les ressources personnelles et les conditions du milieu, intervenir sur l’identité ainsi que développer et maintenir de stratégies actives d’adaptation dans le but de permettre des choix personnels et professionnels tout au long de sa vie, de rétablir l’autonomie socioprofessionnelle et de réaliser des projets de carrière chez l’être humain en interaction avec son environnement ».
L’information, la promotion de la santé, la prévention du suicide, de la maladie, des accidents et des problèmes sociaux font aussi partie de l’exercice de la profession.
Ces professionnels possèdent quatre actes réservés soit :
1. Évaluer (en orientation) une personne atteinte d’un trouble mental ou neuropsychologique attesté par un diagnostic ou par une évaluation effectuée par un professionnel habilité (à titre d’exemple, mentionnons qu’une personne qui a un trouble d’anxiété diagnostiqué ou encore un trouble du spectre de l’autisme doit être référé à un conseiller d’orientation pour une évaluation en orientation).
2. Diagnostiquer le retard mental (depuis 2024, loi 67).
3. Évaluer (en orientation) un élève handicapé ou en difficulté d’adaptation dans le cadre de la détermination d’un plan d’intervention en application de la Loi sur l’instruction publique (LIP).
4. Diagnostiquer les troubles mentaux sous réserve d’une attestation délivrée par l’Ordre[2] (depuis 2024, loi 67).

Par ailleurs, d'autres actes sont réservés mais les conseillers d'orientation les partagent avec d'autres professionnels : 
1. Faire de la médiation familiale (sous réserve d'une attestation délivrée par l'ordre des conseillers et conseillères d'orientation du Québec).
2. Faire de la psychothérapie (sous réserve d'un permis délivré par l'ordre des psychologues du Québec).

Ces professionnels se regroupent dans les différents secteurs de pratiques suivants :
| Secteur                                     | Part dans la pratique |
| ------------------------------------------- | --------------------- |
| Éducation                                   | 46%                   |
| Emploi                                      | 14%                   |
| Cabinet conseil                             | 14%                   |
| Fonction publique et organisme publics      | 3%                    |
| Entreprises                                 | 2%                    |
| Réadaptation                                | 2%                    |
| Santé et services sociaux (CH, CHSLD, CSSS) | 1%                    |
| Autres                                      | 18%                   |